# آنجی گالیمور
آنجی گالیمور (انگلیسی: Angie Gallimore؛ زادهٔ) بازیکن سابق فوتبال اهل انگلستان است.
وی همچنین در تیم ملی فوتبال زنان انگلستان بازی کرده است. او در مسابقات اروپایی فوتبال زنان ۱۹۸۴ شرکت کرد که در آن انگلیس مقابل سوئد شکست خورد.